# Bruno Gallo
Bruno Vieira Gallo de Oliveira (* 7. Mai 1988 in Niterói), auch Bruno Gallo genannt, ist ein brasilianischer Fußballspieler.

## Karriere
Das Fußballspielen lernte Bruno Gallo beim brasilianischen Verein CR Vasco da Gama, bei dem er 2007 auch seinen ersten Vertrag unterschrieb. 2007 wurde er an den brasilianischen Verein Grande Rio Bréscia Clube ausgeliehen. Von 2009 bis 2010 spielte er auf Leihbasis in Portugal bei Leixões SC. Von 2010 bis 2013 spielte er beim portugiesischen Verein Vitória Setúbal, einem Verein, der in Setúbal beheimatet ist. 2013 ging er wieder zurück nach Brasilien. Über die Stationen Resende FC, Marítimo Funchal sowie seinem Jugendclub CR Vasco da Gama wechselte er 2017 nach Katar. Hier spielte er eine Saison in Doha für den Qatar SC. 2018 ging er wieder nach Portugal und schoss sich GD Chaves an. Nach 30 Spielen und drei Toren verließ er Portugal und wechselte nach Thailand. Hier unterschrieb er einen Einjahresvertrag beim thailändischen Spitzenclub Muangthong United. Der Verein aus Pak Kret, einem nördlichen Vorort der Hauptstadt Bangkok, spielte in der höchsten Liga des Landes, der Thai League. Nach Vertragsende war er seit Anfang 2020 vertrags- und vereinslos.

## Erfolge
CR Vasco da Gama
- 2016 – Campeonato Estadual da Série A de Profissionais – Sieger

Marítimo Funchal
- 2014/2015 – Taça da Liga – Finalist